# 日俄修好通商條約
《日俄修好通商條約》是日本幕末時期，江戶幕府與俄羅斯帝國簽訂的條約。1858年8月19日簽訂，1859年8月批准生效。
此條約的簽訂使兩國互派外交官和領事。而通過此條約，俄羅斯獲得了在公民日本國內自由旅行；增開神奈川、兵庫作為通商口岸；允許俄羅斯公民在日本居住、逗留，購買、租賃、建造房屋，並享有信仰自由；自由貿易不受官吏干涉，關稅依照最惠國條款製定；領事裁判權；俄羅斯享有片面最惠國待遇。
一般認為《日俄修好通商條約》是俄羅斯對日本的不平等條約，俄羅斯通過此條約大大增長了在日本的勢力。